# Rio Tombali
Rio Tombali är en flodmynning i Guinea-Bissau. Den ligger i den sydvästra delen av landet, 70 km söder om huvudstaden Bissau.